# Космос-23
Космос-23 — советский космический спутник Земли, запущенный в космос 13 декабря 1963 года, также известен как «Омега № 2». Двадцать третий аппарат из серии «Космос», являлся экспериментальным метеорологическим спутником.
Для запуска спутника в космос использовалась ракета-носитель 63С1 «Космос-2». Запуск произошёл 13 декабря 1963 года в 14:15 GMT с пусковой площадки «Маяк-2» стартового комплекса на полигоне Капустин Яр.
Космос-23 был помещён в низкую околоземную орбиту с перигеем в 240 километров, апогеем в 613 километров, с углом наклона плоскости орбиты к плоскости экватора Земли в 49 градусов, и орбитальным периодом в 92,9 минуты. Он провел 115 суток на орбите, выполняя миссию, после чего 27 марта 1964 года прекратил существование, войдя в плотные слои атмосферы.